# Catasetum macroglossum
Catasetum macroglossum är en orkidéart som beskrevs av Heinrich Gustav Reichenbach. Catasetum macroglossum ingår i släktet Catasetum och familjen orkidéer.
Artens utbredningsområde är Ecuador. Inga underarter finns listade i Catalogue of Life.

## Bildgalleri

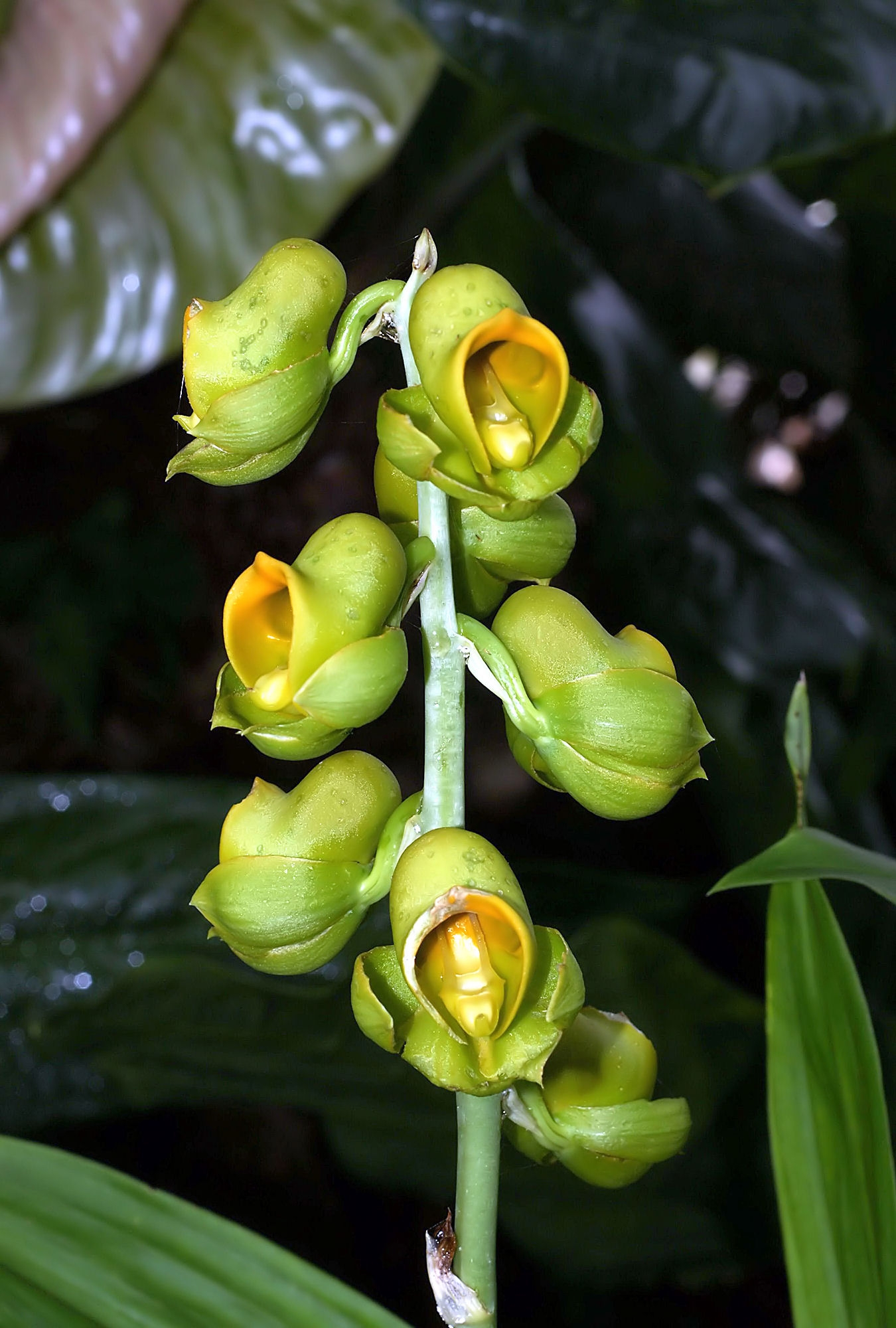